# De provincie
De provincie is een Nederlandse film uit 1991 van Jan Bosdriesz. De film is gebaseerd op het boek De provincie van Jan Brokken. De film heeft als internationale titel The Province.

## Verhaal
Frank keert na jaren weer terug in zijn geboortedorp. Daar komt hij Peter en Koos tegen. Ze beginnen met het ophalen van jeugdherinneringen, waarbij een speciaal plaatsje is weggelegd voor het meisje Lili waar de jongens in hun jeugd alle drie verliefd op werden.

## Rolverdeling
| Acteur                   | Personage |
| ------------------------ | --------- |
| Thom Hoffman             | Frank     |
| Pierre Bokma             | Peter     |
| Gijs Scholten van Aschat | Koos      |
| Tamar van den Dop        | Lili      |